# Graphocephala coronella
Graphocephala coronella är en insektsart som beskrevs av Nielson et Godoy 1995. Graphocephala coronella ingår i släktet Graphocephala och familjen dvärgstritar. Inga underarter finns listade i Catalogue of Life.